# Borgishain
Borgishain ist ein Ortsteil von Windischleuba im Landkreis Altenburger Land in Thüringen.

## Lage
Borgishain liegt in der Pleißenaue östlich von Altenburg, nördlich von Windischleuba und südlich der Talsperre Windischleuba. Die Gemarkung gehört zum überlössten Hügelland um Altenburg am Rande der Leipziger Tieflandsbucht.

## Geschichte
Die urkundliche Ersterwähnung des Dorfes Borgishain wird zwischen 1181 und 1214 überliefert. Das landwirtschaftlich geprägte Dorf soll eine slawische Gründung sein.
Borgishain gehörte zum wettinischen Amt Altenburg, welches ab dem 16. Jahrhundert aufgrund mehrerer Teilungen im Lauf seines Bestehens unter der Hoheit folgender Ernestinischer Herzogtümer stand: Herzogtum Sachsen (1554 bis 1572), Herzogtum Sachsen-Weimar (1572 bis 1603), Herzogtum Sachsen-Altenburg (1603 bis 1672), Herzogtum Sachsen-Gotha-Altenburg (1672 bis 1826). Bei der Neuordnung der Ernestinischen Herzogtümer im Jahr 1826 kam der Ort wiederum zum Herzogtum Sachsen-Altenburg. Nach der Verwaltungsreform im Herzogtum gehörte er bezüglich der Verwaltung zum Ostkreis (bis 1900) bzw. zum Landratsamt Altenburg (ab 1900). Borgishain gehörte ab 1918 zum Freistaat Sachsen-Altenburg, der 1920 im Land Thüringen aufging. 1922 kam das Dorf zum Landkreis Altenburg.
Am 1. Juli 1950 erfolgte die Eingemeindung nach Windischleuba, mit dem der Ort 1952 zum Kreis Altenburg im Bezirk Leipzig, 1990 zum thüringischen Landkreis Altenburg und 1994 zum Landkreis Altenburger Land kam. 2012 lebten hier 92 Personen. Seit Jahren brüten im Ort Weißstörche.